# アーサー・シュライバー

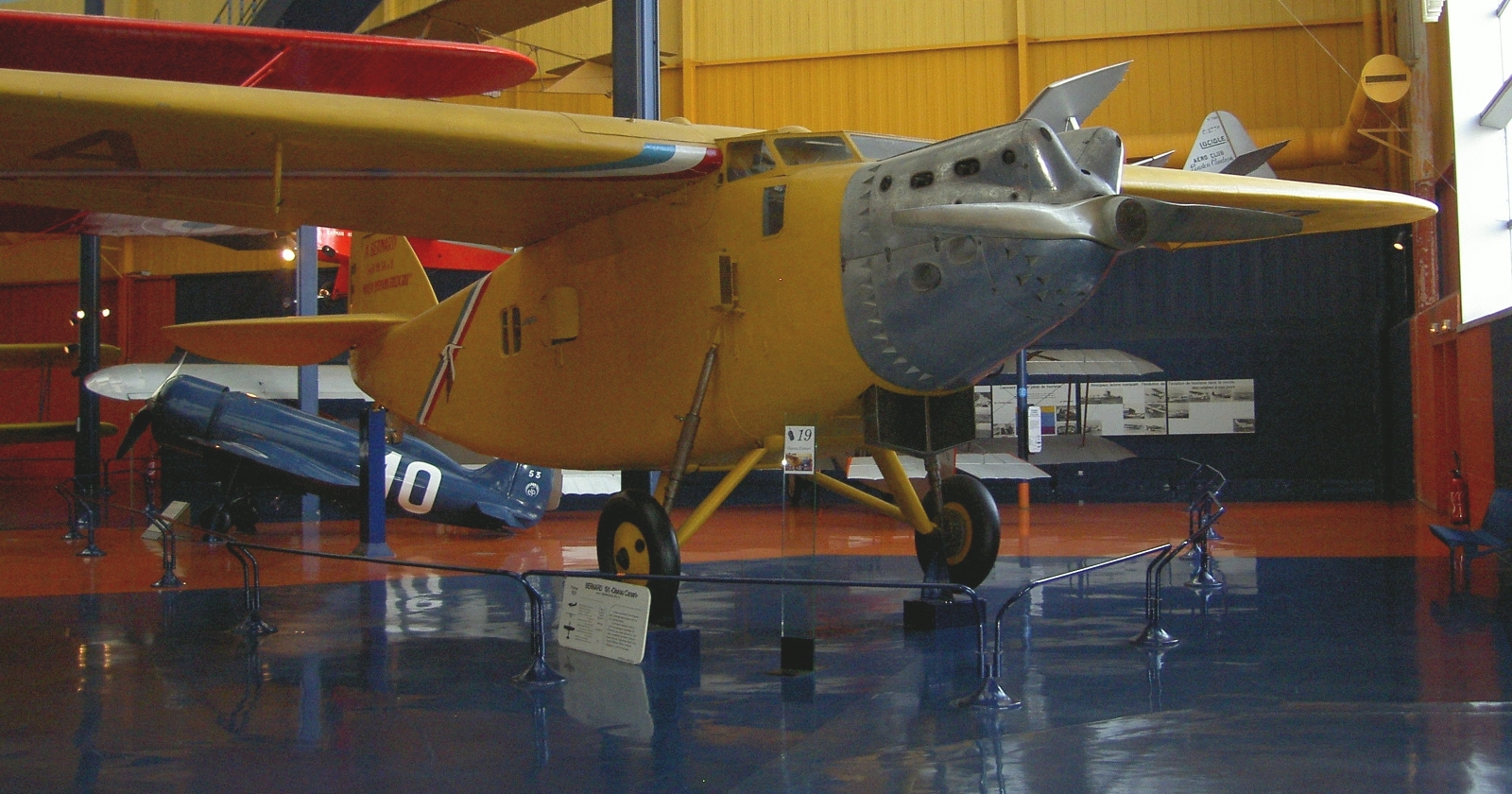
「カナリア号」

アーサー・シュライバー（Arthur Schreiber, 生没年不明）は、1929年に密航による大西洋横断飛行を行ったアメリカ人である。
フランスのアーマン・ロチ (Armand Lotti) がスポンサーとなって大西洋横断を目指すベルナール 191GRこと「カナリア号」 (l'Oiseau Canari) は、操縦士のジャン・アッソラン (Jean Assolant)、副操縦士のルネ・ルフェーブル (Rene Lefevre) が搭乗し、1929年6月13日にアメリカ合衆国メイン州のオールドオーチャードビーチを離陸した。高度が思うように上がらず、桟橋をやっとのことですり抜けた後、搭乗員は高度の上がらない原因が密航者の搭乗によるものであることを知った。22歳のアメリカ人の若者がパイロットの着るような皮のスーツを着て、隠れていたクローゼットから現れて挨拶をした。カナリア号はシュライバーを乗せたままフランスへの飛行を続け、ロチはシュライバーが飛行後、回想録を出すなら出版の権利をロチが保有するという契約書にサインを求めた。
29時間52分の飛行の後、1929年6月14日にフランスの ランド県のミミザン (Mimizan) の海岸に着陸すると、警察はパスポートもビザも持たない密航者がいたことに驚いたが、ロチはシュライバーはすでに我々のチームのメンバーであり、パリを訪れたい彼の希望をかなえた後に返すと証言し、彼をかばった。シュライバーはチャールズ・リンドバーグにあこがれ、彼のように大西洋を横断したかったが金がなくて飛べないので、カナリア号に隠れたと証言した。
このことは新聞で大きな議論を呼んだが、6月19日にはアメリカ大使館に引き渡され、本国へ送還された。ニューヨークへはシェルブールから客船でアメリカに帰還したが、チケットはロチが提供した。ロチとシュライバーは生涯を通じて友情を保ったうえ、シュライバーはこの冒険から金銭的な利益を得ようとはしなかった。
1979年6月16日、シュライバーはこの飛行から50周年を祝うルブールジェでの祭典に招待され、「大西洋横断飛行の最初の乗客」と刻まれた自身の記念碑を見ることになった。